# Агрий (гигант)

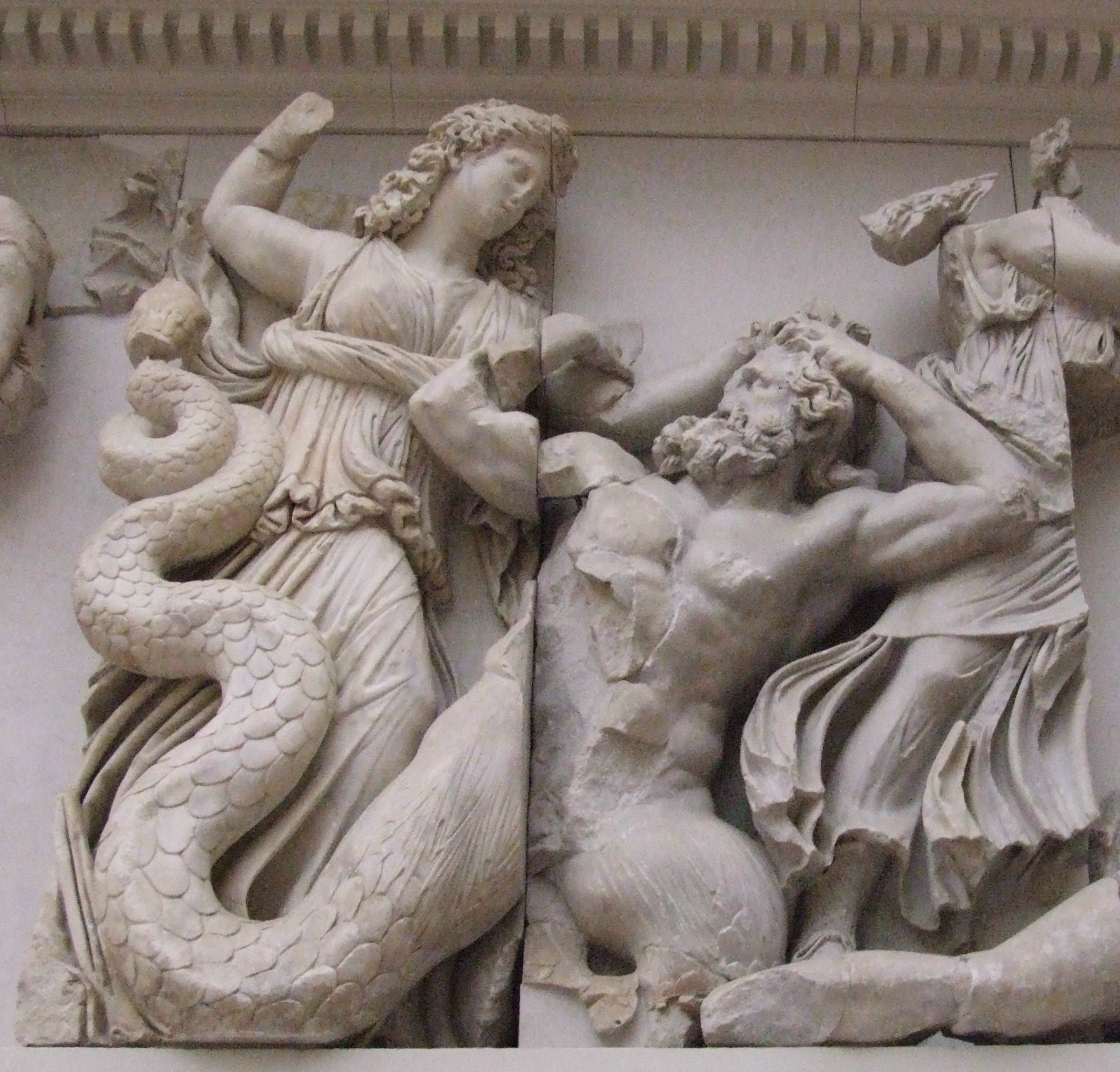
Смерть Агрия. Деталь из Пергамского алтаря

Агрий (др.греч. Ἄγριος - «дикий», «необузданный» - оттуда и качество агрессивность) — в древнегреческой мифологии один из Гигантов, змееногих великанов, напавших на Олимпийских богов (Гигантомахия). 
Его имя впоследствии стало первоисточником крещения других мифологических персонажей. Позднее образ Агрия начал трактоваться как персонификация неконтролируемой грубой силы. Так же гигант с временем получил статус древнего хтонического чудовища, что было подтверждено изкуством Древней Греции (Пергамский алтарь).                              В Библиотеке Аполлодора он был сыном Геи (Земли) из капнувшей на неё крови Урана (Неба). По Аполлодору, он и его брат Тоон были умертвены во время Гигантомахии Мойрами, сражавшимися бронзовыми палицами, и стрелами Геракла, так как гиганты могут быть по-настоящему убиты только от руки смертного человека.